# Casimiro Torres
Casimiro Torres Valdes (1906. – ?) chilei válogatott labdarúgó, edző.
A chilei válogatott tagjaként részt vett az 1930-as világbajnokságon.